# Music for Nations
Music for Nations - była brytyjska niezależna wytwórnia płytowa zajmująca się wydawnictwami z gatunku rocka i metalu. Wytwórnia należała do większej, Zomba Records, która z kolei jest własnością Radio Corporation of America (RCA).
Założona w 1983 roku przez Martina Hookera, wytwórnia znana była z promowania wiodących artystów ze wspomnianych nurtów, m.in. Opeth, Anathema, Cradle of Filth czy Testament.
W 2004 roku wytwórnia oficjalnie zaprzestała dalszej działalności. Reaktywowana na początku 2015 roku..